# خانه احتشام‌الدوله لیقوانی
خانه احتشام الدوله لیقوانی مربوط به اواخر دوره قاجار - دوره پهلوی اول است و در شهرستان تبریز، روستای لیقوان ، بالای دره لیقوان واقع شده است.
عمارت متعلق به حاج احتشام لیقوانی، ارباب منطقه آذربایجان در دوره فئودال بود.
پس از کشته شدن حاج احتشام به دست حزب توده آذربایجان، فرزندان حاج احتشام در این عمارت ساکن شدند. فرزندان و طایفه لیقوانی که در ارکان‌های نظامی و امنیتی و اجتماعی از قبیل ساواک و ارتش در درجات نظامی بالافعال بودند، پس از سقوط حکومت پهلوی عوامل انقلابی به این عمارت حمله می‌کنند و با به آتش کشیدن آن سبب تخریب قابل توجه مجموعه می‌شوند. این اثر در تاریخ ۲ آبان ۱۳۸۲ با شمارهٔ ثبت ۱۰۴۷۹ به‌عنوان یکی از آثار ملی ایران به ثبت رسیده است و بنای آن بازسازی شده است.